# 斯托克里克鎮區 (新澤西州)
斯托克里克鎮區（英語：Stow Creek Township）是位於美國新澤西州坎伯蘭縣的一個鎮區。

## 地方資料
斯托克里克鎮區的面積為48.93平方千米，當中陸地面積為47.31平方千米，而水域面積為1.62平方千米。根據2020年美國人口普查的數據，當地共有人口1312人，而人口密度為每平方千米26.81人。